# Thomas Schröder
Thomas Schröder (né le 23 août 1962 à Waren, arrondissement de Müritz) est un ancien athlète est-allemand, spécialiste du sprint.
Il remporte la médaille d'or aux Championnats d'Europe juniors en 1979 et aux suivants en 1981, les médailles d'or du 100, 200 et 4 × 100 m. Il n'atteint pas les finales des Championnats d'Europe 1982 et du monde 1983, à la seule exception du relais en 1983, où il termine quatrième avec (Andreas Knebel, Thomas Schröder, Jens Hubler, Frank Emmelmann). Aux Championnats d'Europe de 1986, il termine 4e aussi bien au 100 qu'au 200 m, tandis qu'il remporte l'argent du relais avec ses camarades Steffen Bringmann, Olaf Prenzler et Frank Emmelmann.
Son meilleur temps sur 100 m est de 10 s 10, obtenu à Iéna en juin 1986.